# Albrecht II (książę Meklemburgii-Stargard)
Albrecht II (zm. najpóźniej w 1423 r.) – książę Meklemburgii-Stargard od 1417 r.

## Życiorys
Albrecht był jednym z synów księcia Meklemburgii na Stargardzie Ulryka I i Małgorzaty, córki księcia szczecińskiego Świętobora I. W 1417 r., gdy zmarł jego ojciec, wraz z bratem objął tron w części Meklemburgii ze Stargardem. Panował wspólnie z bratem Henrykiem i kuzynem Janem III. Zmarł bezpotomnie, pozostawiając księstwo w ich rękach.